# Agylla endoloba
Agylla endoloba är en fjärilsart som beskrevs av George Francis Hampson 1911. Agylla endoloba ingår i släktet Agylla och familjen björnspinnare. Inga underarter finns listade i Catalogue of Life.